# Charles-Louis Philippe

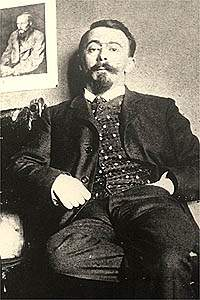
Charles-Louis Philippe

Charles-Louis Philippe (Cérilly (Allier), 4 augustus 1874 - Parijs, 21 december 1909) was een Frans dichter.

## Levensloop
Philippe werd geboren in 1874 in een arme familie. Hij kon toch gaan studeren dankzij een studiebeurs. Philippe kwam in Parijs terecht waar hij bevriend werd met andere schrijvers zoals Paul Claudel en André Gide.
Hij bracht zijn eerste werk uit in 1897 onder de naam Quatre Histoires de Pauvre Amour. Zijn bekendste werk schreef hij in 1901, genaamd Bubu de Montparnasse. In 1909 overleed Philippe op slechts 35-jarige leeftijd aan meningitis.

## Werken
- Quatre histoires de pauvre amour (1897).
- La Bonne Madeleine et la Pauvre Marie (1898).
- La Mère et l’enfant, récit de son enfance (1900).
- Bubu de Montparnasse (1901).
- Le Père Perdrix (1902).
- Marie Donadieu (1904).
- Croquignole (1906).
- Dans la petite ville (1910).
- Lettres de jeunesse (1911).
- Charles Blanchard (1913).
- Les Contes du Matin (1916).
- Chroniques du Canard Sauvage (1923).
- Œuvres complètes, 5 volumes, avec une étude de David Roe, Ipomée, Moulins, 1986.

- Bibsys: 90128177
- Bibliothèque nationale de France: cb119195656 (data)
- CiNii: DA01060631
- Gemeinsame Normdatei: 118791907
- International Standard Name Identifier: 0000 0001 0905 234X
- Library of Congress Control Number: n86113812
- Nationale Bibliotheek van Letland: 000039744
- Bibliotheek van het Japanse parlement: 00452716
- Nationale Bibliotheek van Tsjechië: jn20000701405
- Nationale Bibliotheek van Israël: 987007266393905171
- Nederlandse Thesaurus van Auteursnamen: 069971870
- Istituto Centrale per il Catalogo Unico: CFIV030754
- LIBRIS: 328776
- SNAC: w6d093m8
- Système universitaire de documentation: 027070530
- Trove: 1101638
- Virtual International Authority File: 59087749
- WorldCat: E39PBJkhHfP7KHD4xDqKHTy68C